# Блинов, Александр Павлович
Александр Павлович Блинов (20 августа 1900 года, дер. Колпино, Санкт-Петербургская губерния — 15 сентября 1974 года, Москва) — советский военный деятель, генерал-майор (20 апреля 1945 года).

## Начальная биография
Александр Павлович Блинов родился 20 августа 1900 года в деревне Колпино Санкт-Петербургской губернии.

## Военная служба

### Гражданская война
9 декабря 1918 года призван в ряды РККА и направлен на учёбу на 1-е Петроградские советские кавалерийские командные курсы, курсантом и командиром отделения 1-го эскадрона которых принимал участие в боевых действиях против белоэстонских воинских формирований в районе Верро, а также против войск под командованием генерала Н. Н. Юденича под Петроградом.
По окончании курсов в августе 1919 года в 13-ю Сибирскую кавалерийскую дивизию (Восточный фронт), в составе которой служил на должностях командира маршевого эскадрона, командира взвода 2-го Петроградского кавалерийского полка, помощника командира эскадрона 77-го кавалерийского полка и помощника начальника разведывательного отдела штаба дивизии и принимал участие в боевых действиях против войск под командованием адмирала А. В. Колчака и генерала А. И. Дутова в районе Кокчетава, Акмолинска и Каркаралинском, в начале 1920 года — против бандитизма в Семипалатинской области, а осенью — против войск под командованием генерала А. С. Бакича в Горном Алтае и в районе Зайсана.

### Межвоенное время
В сентябре 1923 года назначен на должность командира взвода в составе 3-х Омских кавалерийских командных курсов, а в апреле 1924 года направлен в 5-ю Симферопольскую кавалерийскую школу имени Крымского ЦИК, где служил на должностях командира взвода и помощника командира эскадрона.
В октябре 1925 года А. П. Блинов направлен в распоряжение Краснознамённой пограничной охраны Дальнего Востока, где служил на должностях помощника коменданта по строевой части 58-го пограничного отряда (г. Никольск-Уссурийский), начальника кавалерийской маневренной группы 53-го пограничного отряда (ст. Даурия), инструктора подготовки 55-го пограничного отряда, начальника штаба Хабаровского учебного кавалерийского полка. В 1929 года, находясь на должности начальника кавалерийской маневренной группы 53-го пограничного отряда, участвовал в ходе боевых действий в ходе конфликта на КВЖД.
В декабре 1930 года направлен в Среднеазиатский пограничный округ, где служил на должностях начальника кавалерийской маневренной группы 49-го кавалерийского полка и помощника начальника по строевой части краевой школы младшего комсостава.
В октябре 1933 года направлен на учёбу в Высшую школу погранохраны СССР, после окончания которой в мае 1935 года назначен на должность командира 15-го кавалерийского Казалинского полка.
В 1937 году направлен в правительственную командировку в Китай и, находясь на должностях начальника штаба и командира кавалерийского полка, принимал участие в боевых действиях в районе Синьцзяня. После возвращения в СССР в мае 1938 года назначен на должность преподавателя тактики Харьковского пограничного военного училища.
С августа 1938 года учился на вечернем отделении Военной академии имени М. В. Фрунзе, после окончания которого в мае 1940 года назначен на должность преподавателя кафедры общей тактики Высшей пограничной школы НКВД.

### Великая Отечественная война
В августе 1941 года назначен на должность начальника штаба 1-й стрелковой бригады Московских рабочих и командира 1-го боевого участка внутренней зоны Московской обороны. В октябре в районе Кунцево бригада была преобразована в 4-ю Московскую стрелковую дивизию, а А. П. Блинов назначен на должность её начальника штаба. 20 января 1942 года дивизия была переименована в 155-ю стрелковую и 23-25 февраля была передислоцирована в район ст. Андреаполь — Осташков, после чего принимала участие в боевых действиях в ходе Ржевско-Вяземской, Сычёвско-Вяземской наступательных операциях. 16 апреля 1942 года полковник А. П. Блинов вступил в командование этой же дивизией, которая вела оборонительные боевые действия на рубеже Зайцево, Грива, Дунино, Корниловка.
4 декабря 1942 года назначен на должность заместителя начальника штаба 22-й армии по ВПУ, а 30 сентября 1943 года — на должность заместителя начальника штаба — начальника оперативного отдела штаба армии и принимал участие в оборонительных боевых действиях на ржевском направлении, в Ржевско-Вяземской наступательной операции, обороне по восточному берегу р. Ловать на участке Холм, Великие Луки, а в январе — феврале 1944 года — в Ленинградско-Новгородской наступательной операции на идрицком направлении.
25 июня 1944 года полковник А. П. Блинов назначен на должность командира 115-й стрелковой дивизии, вскоре принимавшей участие в Режицко-Двинской, Прибалтийской, Рижской и Мемельской наступательных операций, в ходе которых перешла границу СССР с Восточной Пруссией и к 20 октября вышла к реке Неман, после чего перешла к обороне. С 19 января 1945 года дивизия под командованием полковника А. П. Блинова участвовала в ходе Восточно-Прусской, Инстербургско-Кёнигсбергской и Земландской наступательных операций.

### Послевоенная карьера
После окончания войны находился на прежней должности.
С 21 сентября 1945 года был зачислен в резерв Ставки Верховного Главнокомандования с прикомандированием для работы к Военной академии имени М. В. Фрунзе и в ноябре назначен на должность начальника курса академии.
Приказом Министра Вооружённых Сил от 19 октября 1946 года для прохождения дальнейшей службы направлен в распоряжение МВД СССР и назначен на должность начальника курса основного факультета Военного института МВД.
Александр Павлович Блинов 16 декабря 1958 года вышел в запас. Умер 15 сентября 1974 года в Москве и похоронен на Химкинском кладбище.

## Награды
- Орден Ленина (21.02.1945);
- Три ордена Красного Знамени (30.06.1944, 30.07.1944, 03.11.1944);
- Орден Суворова 2 степени (19.04.1945);
- Орден Отечественной войны 1 степени (28.09.1943);
- Орден Красной Звезды (1938);
- Медали.